# وارسن آقابکیان
وارسِن اوهانس آقابکیان (ارمنی: Վարսեն Աղաբեկյան ‏، زاده ۱۹۵۸) استاد دانشگاه و سیاستمدار فلسطینی ارمنی‌تبار است که از ۲۳ ژوئن ۲۰۲۵، به عنوان وزیر امور خارجه و خارج‌نشینان در دولت محمد مصطفی کار می‌کند، بدین ترتیب، او نخستین زنی است که در تاریخ این کشور عهده‌دار این سمت می‌شود و نخستین زن ارمنی فلسطینی است که وزیر شده است. او پیشتر از  ۳۱ مارس ۲۰۲۴، به‌عنوان وزیر مشاور در امور خارجه و مهاجران در همان دولت منصوب شده بود.آقابکیان به مسائل حقوق بشر و زنان علاقه‌مند است و در بسیاری از سازمان‌های مدنی فلسطینی و دانشگاه‌های فلسطینی عضویت داشته است. مطالعات، تحقیقات و گزارش‌های زیادی منتشر کرده است. او پیش از وزارت، به عنوان کمیسر کل کمیسیون مستقل حقوق بشر فلسطین خدمت می‌کرد. او در رشتهٔ مطالعات اداری و سیاست آموزشی از دانشگاه پیتسبورگ در ایالات متحده در سال ۱۹۸۸ دانش‌آموخته شد.

## زندگی و پیشه
وارسین اوهانس وارطان آقابکیان-شاهن در سال ۱۹۵۸ در اردن زاده شد. در محلهٔ ارمنی اورشلیم بزرگ شد. او مدرک کارشناسی ارشد خود را از دانشگاه پردو در ایالات متحده در سال ۱۹۸۳ و دکترا در مطالعات اداری و سیاست آموزشی از دانشگاه پیتسبورگ در ایالات متحده در سال ۱۹۸۸ اخذ کرد.
از سال ۱۹۸۸ تا ۱۹۹۵ به عنوان استادیار و بین سال‌های ۱۹۹۵ تا ۲۰۰۵ دانشیار دانشگاه قدس در اورشلیم منصوب شد. او رئیس دانشکده حرفه‌های بهداشتی بین ۱۹۹۵–۱۹۹۸ بود سپس رئیس تحصیلات تکمیلی بین سال‌های ۱۹۹۸–۲۰۰۰ در همان دانشگاه منصوب شد. او سمت هماهنگ‌کنندهٔ واحد توسعهٔ منابع انسانی در شورای بهداشت فلسطین را برعهده داشت. پروژهٔ توسعهٔ منابع انسانی سلامت را در فلسطین ۱۹۹۹–۲۰۰۰ مدیریت کرد. همچنین پروژهٔ مطالعات میان‌بخشی را در اورشلیم/خاورمیانه و اتحادیه اروپا ۲۰۰۰–۲۰۰۲ رهبری کرد. به مدیریت تحقیقات و برنامه‌ریزی بنیاد تعاون در سال‌های ۲۰۰۳–۲۰۰۵ مشغول شد. سپس مدیر پروژه نهادسازی در دفتر رئیس‌جمهور فلسطین ۲۰۰۶–۲۰۰۹ بود. آقابکیان مدیر اجرایی «قدس، پایتخت فرهنگ عربی» در سال ۲۰۰۹ بود. به عنوان کمیسر کل کمیسیون مستقل حقوق بشر در سال‌های ۲۰۱۶–۲۰۱۸ کار کرد. از سال ۲۰۱۰ تا زمان تصدی وزارتخانه در واحد پشتیبانی مذاکرات به عنوان مدیر عملیات و مشاور کار کرد. او همچنین به عنوان دانشیار و مسئول برنامه‌ریزی استراتژیک در دانشگاه دارالکلمه در بیت لحم مشغول شد. او به عنوان عضوی از کمیته ای انتخاب شد که برنامه راهبردی برای حفظ حضور مسیحیان در سرزمین مقدس را تدوین کرد. او یکی از اعضای مؤسس و فعال کمیته ریاست جمهوری برای بازسازی کلیسای مهد و کمیتهٔ ریاست جمهوری برای امور کلیسا است.
در ۲۸ مارس ۲۰۲۴، محمود عباس، رئیس‌جمهور، تشکیل وزیران دولت نوزدهم فلسطین به ریاست محمد مصطفی را تأیید کرد و به آن رأی اعتماد داد. آقابکیان در ۳۱ مارس ۲۰۲۴ به عنوان وزیر امور خارجه و مهاجرین در مقر ریاست جمهوری فلسطین در البیره سوگند یاد کرد. استقبال بسیاری از تعیین او به عنوان اولین زن ارمنی در دولت فلسطین شد.در ۲ آوریل ۲۰۲۴، رئیس‌جمهور محمود عباس، هیئت مدیره بنیاد ملی مستندسازی تاریخ فلسطین و حفظ خاطره را که در ۱ فوریه ۲۰۲۴ تأسیس شد، تشکیل داد و او را به عنوان عضو آن منصوب کرد.

## آثار
از جمله آثار عربی وی:
- هجرة المسيحيين من فلسطين
- الإصلاح وحقوق المرأة
- تحديات التخطيط في القدس
- فلسطينية أرمنية، التداخل بين الاجتماعي والسياسي (A Palestinian Armenian: The Intertwine between the Social and the Political[4]): ۲۰۲۱
- الأرمن في فلسطين تحت الانتداب البريطاني: ۲۰۲۳
- ملحمة البقاء: الفلسطينيون الأرمن والانتداب البريطاني والنكبة: ۲۰۲۳